# Toxonevra striata
Toxonevra striata är en tvåvingeart som beskrevs av Merz och Masahiro Sueyoshi 2002. Toxonevra striata ingår i släktet Toxonevra och familjen prickflugor.
Artens utbredningsområde är Taiwan. Inga underarter finns listade i Catalogue of Life.